# Storbritanniens damlandslag i fotboll
Storbritanniens damlandslag i fotboll (engelska: Great Britain women's Olympic football team) startades 2012, för att representera Storbritannien i 2012 års olympiska turnering. Där gick man till kvartsfinal, och förlorade med 0-2 mot Kanada. Laget spelade också i 2020 års olympiska turnering.
Storbritannien har inte varit kvalificerat till OS i fotboll eftersom kvalificeringen baserats på VM och EM där Storbritannien inte deltagit. 2012 fick man en direktplats som värdnation. 2020 kvalificerades Storbritannien till OS baserat på Englands VM-resultat.

### Fotnoter
1. ↑  ”Team GB women crash out” (på engelska). Sky Sports. 3 augusti 2012. http://www.skysports.com/football/great-britain-vs-canada/272227. Läst 16 juli 2018.